# معركة دير الزور
معركة دير الزور، وقعت يوم 3 يوليو 1941 بين قوات الحلفاء وحكومة فيشي المدعومة من ألمانيا النازية خلال الحرب العالمية الثانية، بهدف السيطرة على سوريا؛ وتعتبر أول معركة ضمن الحملة السورية - اللبنانية، أفضت إلى انتصار الحلفاء، وقد استخدم فيها الجيش البريطاني تكتيكات جريئة.

## خلفية
بدءًا من 8 يونيو 1941 بدأت قوات الحلفاء من الجيش البريطاني المنتدب على فلسطين وشرق الأردن التوجه نحو سوريا، والهدف الأساسي من التحرك منع ألمانيا النازية من استخدام أراضي حكومة فيشي الفرنسية كنقطة انطلاق لشن هجمات على معقل الحلفاء في الشرق الأوسط وهو مصر. في 20 يونيو 1941 حققت معركة دمشق انتصارًا حاسمًا للحلفاء بالسيطرة على العاصمة، وتابعت جيوش الحلفاء سيرها نحو الشمال إلى حلب والشرق إلى تدمر. كانت قوات الحلفاء تتألف من اللواء 21 من المشاة الهنود، واللواء 10 من المشاة الهنود، واللواء 25 من المشاة الهنود، ومزودة ببنادق من نوع جورخا. قسمت الألوية إلى مجموعة فرق، لمحاصرة نهر الفرات وقطع الاتصال مع البوكمال والرقة، قبل التقدم النهائي إلى حلب أقصى شمال البلاد.

## المعركة
في 27 يونيو سيطر الحلفاء على البوكمال من دون معارضة، وفي 30 يونيو تركزت قوات فرنسية تابعة لقوات فرنسا الحرة فيها، ومن ثم خرجت القوات البريطانية الفرنسية في 1 يوليو نحو دير الزور. كان التقدم صعبًا نتيجة الهجمات الجوية من طائرات فيشي، ولصعوبة الطريق الصحراوي. خطة المعركة كما قررها الحلفاء كانت اقتحام دير الزور من الجنوب الشرقي عبر طريق حرب لضرب حلفاء المحور من المؤخرة. بدأ القتال يوم 3 يوليو بهجوم مباغت على دير الزور، واستولت قوات الحلفاء على الجسور بحالة سلمية، وزعزعت دفاعات المحور، وبحلول الساعة 11.00 صباحًا أي بعد ساعتين من اندلاع المعركة، تمكنت قوات الحلفاء من الدخول إلى قلب دير الزور، ومن ثم أحكمت سيطرتها عليها قرابة الساعة 15.30 طاردة قوات فيشي منها، آسرة 100 سجين فقط، لتنكر غالبية موالي فيشي بثياب الريف السوري. كما تمت السيطرة على 50 شاحنة كبيرة، وتسعة مدافع وخمسة طائرات، وكميات كبيرة من الذخيرة والوقود.

## بعد المعركة
في 5 يوليو، دخلت قوات الحلفاء إلى الرقة دون معارضة، رغم تمكن سلاح الجو التابع لحكومة فيشي من تحقيق خسائر في قوافل الإمدادات التابعة للحلفاء، والتي خرجت ليلاً لإعاقة رؤية الطيران. في الوقت ذاته، وصلت كتائب مشاة بريطانية عاملة في العراق للمساعدة، مسيطرة على محافظة الحسكة بطريقها بشكل سليم ودون تدمير ببنيتها التحتية، أو مخازن الذخيرة والعتاد الحربي فيها. انسحبت قوات فيشي غربًا على محاذية خط السكة الحديدية التي تصل بين الموصل وحلب، وحصلت بعد المناوشات في الرقة والريف أمثال جرابلس. في 8 يوليو وصلت القوات البريطانية إلى حلب، وفي 11 يوليو طلبت حكومة فيشي الهدنة والاستسلام التي أبرمت يوم 14 يوليو.

## انظر أيضاً

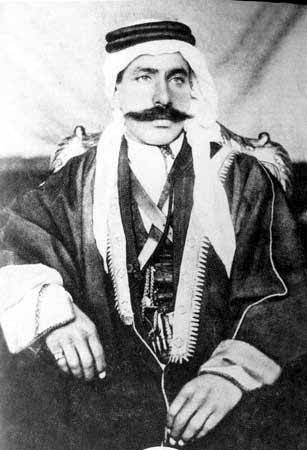
القائد سلطان باشا الأطرش، جبل العرب.
الزعيم ابراهيم هنانو، ادلب..
المجاهد عياش الحاج، دير الزور.
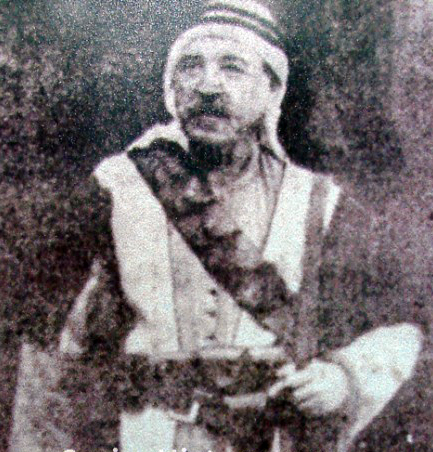
الشيخ صالح العلي، اللاذقية.
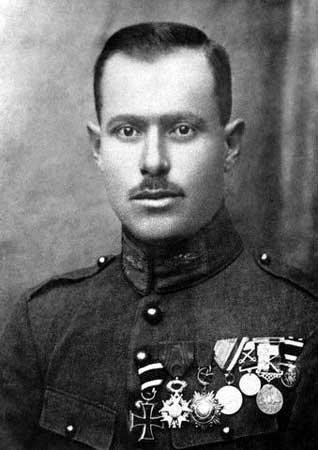
القائد فوزي القاوقجي، حماة.
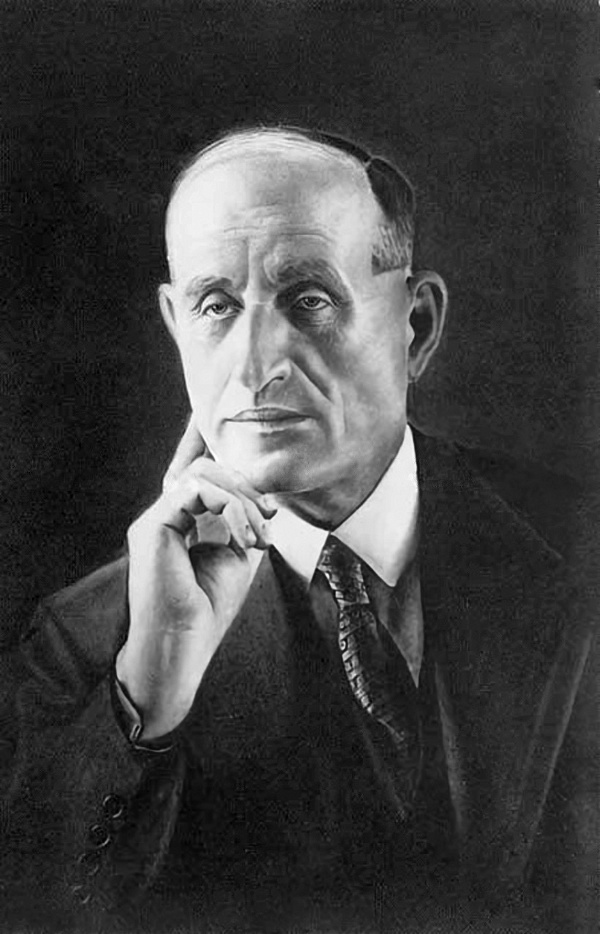
الدكتور عبد الرحمن الشهبندر، دمشق.